# Сельское поселение Краснопоймовское
Сельское поселение Краснопоймовское — упразднённое в 2017 году муниципальное образование упразднённого Луховицкого муниципального района Московской области.

## Общие сведения
Образовано в ходе муниципальной реформы, в соответствии с Законом Московской области от 21.12.2004 года № 180/2004-ОЗ «О статусе и границах Луховицкого муниципального района и вновь образованных в его составе муниципальных образований».
Административный центр — посёлок Красная Пойма.
Глава сельского поселения — Лобачёв Андрей Валерьевич. Председатель совета депутатов — Донцова Алла Викторовна.

## География
Расположено в северной части Луховицкого района. На севере и востоке граничит с сельским поселением Дединовским, на юге — с сельским поселением Головачёвским, на западе — с городским поселением Луховицы и сельским поселением Заруденским Коломенского района. Площадь территории муниципального образования составляет 6865 га.

## Население
| 2006  | 2007  | 2008  | 2009  | 2010  | 2011  |
| ----- | ----- | ----- | ----- | ----- | ----- |
| 3376  | ↗3474 | ↗3485 | ↗3497 | ↘3298 | ↗3341 |
| 2012  | 2013  | 2014  | 2015  | 2016  | 2017  |
| →3341 | ↗3362 | ↗3367 | ↗3371 | ↘3341 | ↗3357 |

## Состав сельского поселения
В состав сельского поселения входят 3 населённых пункта упразднённой административно-территориальной единицы — Краснопоймовского сельского округа:
| Название      | Тип     | Население (2006) | Индекс | ОКАТО          |
| ------------- | ------- | ---------------- | ------ | -------------- |
| Горетово      | село    | 86               | 140514 | 46 230 831 002 |
| Двуглинково   | деревня | 180              | 140514 | 46 230 831 003 |
| Красная Пойма | посёлок | 3110             | 140520 | 46 230 831 001 |